# Hawaï (île)
Cet article concerne l'île d'Hawaï. Pour l'état des états-unis, voir Hawaï.
Pour les articles homonymes, voir Hawaï (homonymie).
Hawaï (en hawaïen : Hawai‘i ; en anglais : Hawaii) est une île volcanique de l’océan Pacifique et une des huit îles principales qui composent l’État américain d'Hawaï. Île la plus méridionale de l'archipel hawaïen, située à 47 km au sud-sud-est de l'île de Maui, c'est aussi la plus grande île des États-Unis d'Amérique. Afin d’éviter la confusion entre son nom et celui de l’État, elle est souvent surnommée Big Island (soit en français la Grande Île) puisqu'elle est plus grande que toutes les autres îles de l’archipel réunies.
Le nom d'Hawaï proviendrait de Hawai‘iloa, navigateur polynésien qui l’aurait découverte. Toutefois, d’autres sources attribuent ce nom au royaume légendaire de Hawaiki, un endroit d'où les Polynésiens seraient originaires et où ils retourneraient après leur mort.
Hawaï est administrée par le comté d'Hawaï, dont le siège est la ville de Hilo. En 2003, la population de l’île était estimée à 158 400 habitants. En 2008, elle est passée à 201 109 habitants.
Son point culminant atteint 4 207 mètres d'altitude et en fait l'île la plus élevée de l'océan Pacifique (hors mers bordières). Les sommets des Mauna Kea et Mauna Loa se couvrent de neige lors de la saison des pluies, en hiver.
La situation géographique de Mauna Kea représente un choix tout indiqué pour l'implantation de nombreux observatoires astronomiques, dont les observatoires du Mauna Kea, parmi lesquels se trouvent certains des plus grands et plus performants télescopes de la planète : Keck-I et Keck-II, Gemini, Subaru, ou encore CFHT.
Il est dit qu'Hawaï abrite tous les climats de la planète : montagneux, maritime, désertique, tropical.
L'île est par ailleurs réputée mondialement pour son café, le Kona, ainsi que pour le triathlon de l'Ironman.
Hawaï est connue pour être le lieu où le capitaine Cook a trouvé la mort en 1779, tué par les indigènes lors de son retour dans la baie de Kealakekua ; un monument à sa mémoire y a été dressé.

## Géologie et géographie

Carte des strates de l'île.

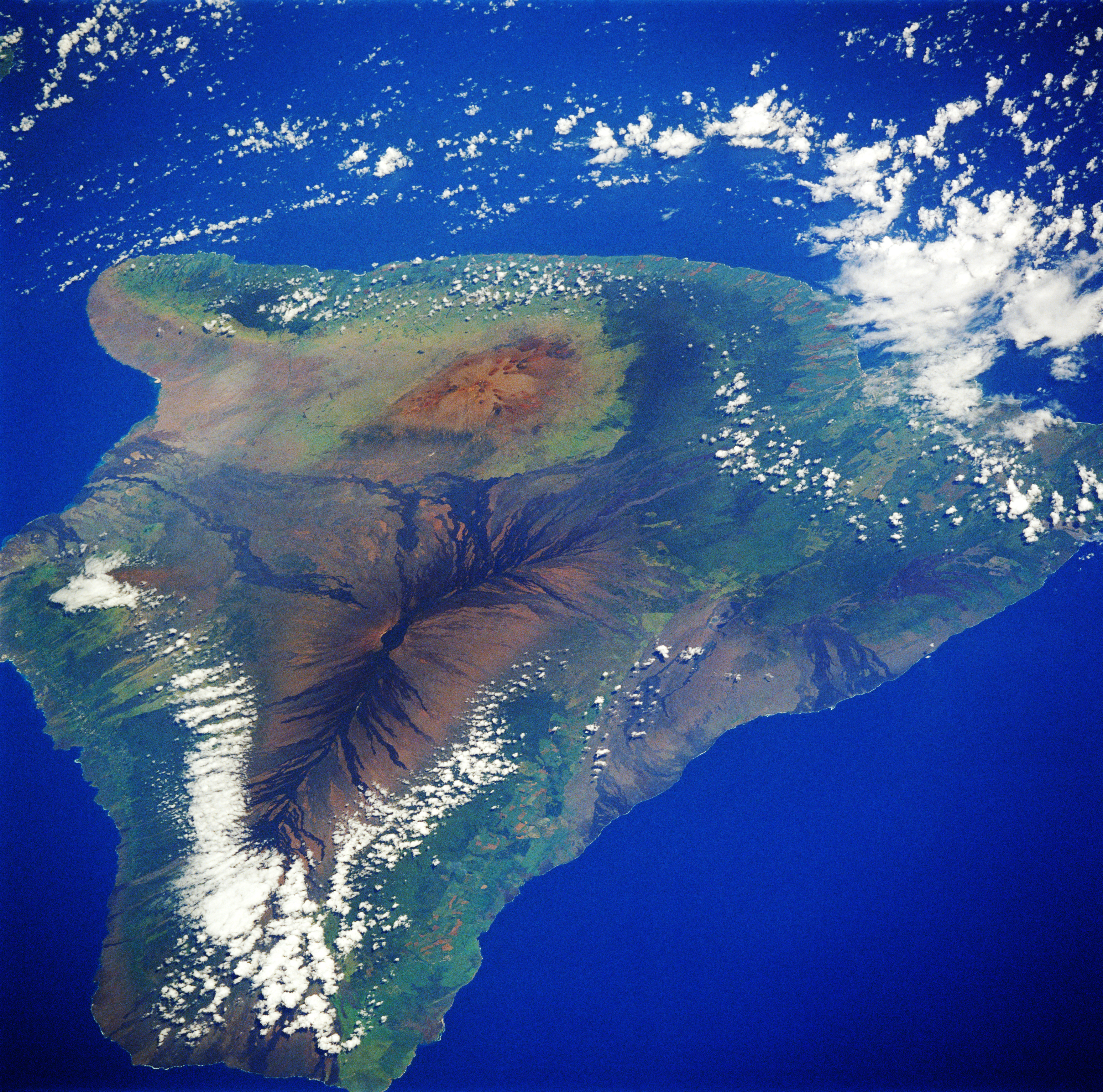
Image satellite de l'île d'Hawaï.

Hawaï s'est formée par empilement de cinq volcans boucliers qui sont entrés en éruption de manière séquentielle, les uns recouvrant partiellement les autres. Ces volcans sont le résultat de l'activité du point chaud d'Hawaï, et sont, du plus ancien au plus récent :
- le Kohala (éteint) ;
- le Mauna Kea (en sommeil) ;
- le Hualālai (en sommeil) ;
- le Mauna Loa (actif, en partie dans le parc national des volcans d'Hawaï) ;
- le Kīlauea (actif, fait partie du parc national des volcans d'Hawaï).

L'étude géologique des flancs sud et ouest du Mauna Loa laissait à penser que deux anciens volcans boucliers (appelées Ninole et Kulani) avaient été pratiquement entièrement recouverts par le plus jeune Mauna Loa. Les géologues considèrent aujourd'hui que ces affleurements font partie de la formation primaire de Mauna Loa.
Dans sa partie la plus large, l'île mesure 150 kilomètres et elle a une superficie de 10 435 km2, soit l'équivalent de la taille du Liban, ce qui représente 62 % de la surface totale des îles hawaïennes. Le Mauna Kea est le plus haut sommet de l'océan Pacifique (hors mers bordières), mais si on mesure le volcan depuis la base du fond marin jusqu'à son sommet le plus élevé, le Mauna Kea devient la plus haute montagne du monde selon le livre Guinness des records. En effet, les fonds marins environnants (qui forment sa base) se situent 6 000 mètres sous le niveau du sol terrestre, soit une hauteur totale depuis sa base d'environ 10 000 mètres, depuis la surface, ce qui fait de l'île d'Hawaï le plus grand mont sur la Terre, dépassant facilement la hauteur du mont Everest (celui-ci ne faisant en réalité que 3 000 mètres de haut depuis sa base, soit le plateau tibétain situé à 5 000 mètres d'altitude). Le littoral mesure 504 kilomètres de longueur.
Le Mauna Loa et le Kīlauea sont des volcans en activité. Entre janvier 1983 et septembre 2002, 220 hectares ont été ajoutés à l'île par les coulées de lave du Kīlauea, étendant ainsi le littoral sur la mer. De même, de nombreuses villes ont été détruites par la lave : Kapoho (1960), Kalapana (1990) et Kaimū (1990).
Hawaï est l'île la plus au sud de l'archipel hawaïen et Ka Lae est le point le plus méridional des États-Unis. Il existe, à une trentaine de kilomètres au sud-est des côtes de l'île, un volcan sous-marin nommé Kamaʻehuakanaloa. Ce volcan actif se situe à 975 mètres sous la surface de l'océan. Si l'activité volcanique continue ainsi, il est probable que dans plusieurs milliers d'années, le Kamaʻehuakanaloa fasse surface, créant ainsi une île, et se rattache ensuite à Hawaï.
En février 2024, l'île connaît un fort tremblement de terre (magnitude 5,7) dans la région de Pahala. Ceci arrive à la suite de nombreux événements de la sorte et plus spécialement en mai 2018 où l'archipel subit un séisme de 6,9 impliquant que soit déclaré l'état d'urgence.

## Économie et agriculture
Pendant plus d'un siècle, la production de la canne à sucre a été la colonne vertébrale de l'économie hawaïenne. Au milieu du XXe siècle, cette culture a commencé à décroître et en 1996, la dernière plantation a fermé.
Aujourd'hui, la plus grande partie de l'économie d'Hawaï est basée sur le tourisme, centré principalement sur les côtes sous le vent (kona) ou occidentales de l'île. Cependant, l'agriculture diversifiée est un secteur en pleine expansion sur l'île. Les noix de macadamia, la papaye, les fleurs, les légumes et le café (kona) sont des cultures importantes. De même, l'île étant réputée pour ses magnifiques orchidées, elle est surnommée « Île Orchidée ».
L'élevage de bétail est aussi important. Un des plus grands ranchs de bétail aux États-Unis, le Parker Ranch, est installé sur 708 km2 dans et autour de Kamuela. L'astronomie est une autre industrie avec de nombreux télescopes situés sur le Mauna Kea qui profitent de la clarté exceptionnelle de l'atmosphère à son sommet et l'absence de pollution lumineuse.

## Démographie
| Groupe            | Hawaï | Hawaï | États-Unis |
| ----------------- | ----- | ----- | ---------- |
| Blancs            | 33,7  | 24,7  | 72,4       |
| Métis             | 29,5  | 23,6  | 2,9        |
| Asiatiques        | 22,2  | 38,6  | 4,8        |
| Océaniens         | 12,1  | 10,0  | 0,2        |
| Autres            | 1,6   | 1,3   | 6,2        |
| Afro-Américains   | 0,6   | 1,6   | 12,6       |
| Amérindiens       | 0,5   | 0,3   | 0,9        |
| Total             | 100   | 100   | 100        |
|                   |       |       |            |
| Latino-Américains | 11,6  | 8,9   | 16,7       |

| 1900   | 1910   | 1920   | 1930   | 1940   | 1950   |
| ------ | ------ | ------ | ------ | ------ | ------ |
| 46 843 | 55 382 | 64 895 | 73 325 | 73 276 | 68 350 |

| 1960   | 1970   | 1980   | 1990    | 2000    | 2010    |
| ------ | ------ | ------ | ------- | ------- | ------- |
| 61 332 | 63 468 | 92 053 | 120 317 | 148 677 | 185 079 |

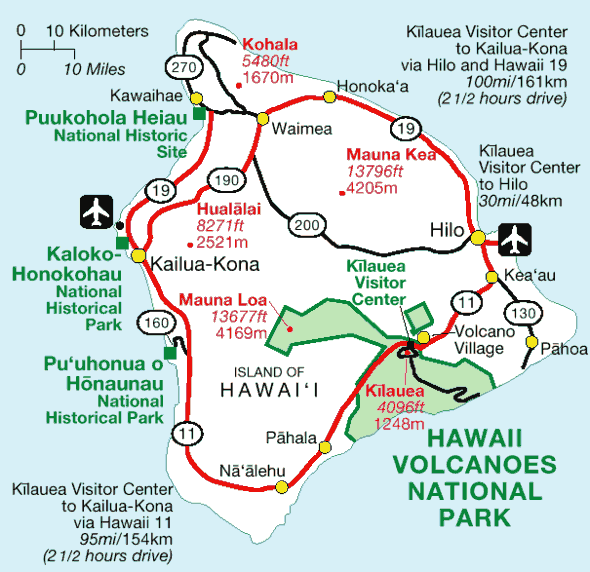
Carte des principales villes, routes et zones protégées de l'île d'Hawaï.

Selon l'American Community Survey pour la période 2011-2015, 81,79 % de la population âgée de plus de 5 ans déclare parler l'anglais à la maison, 8,37 % une langue polynésienne, 2,83 % le tagalog, 2,19 % l'espagnol, 2,15 % le japonais, 0,64 % le coréen et 2,03 % une autre langue.
Il y avait 52 985 ménages dont 32,20 % ont des enfants de moins de 18 ans vivant avec eux, 50,60 % était des couples mariés vivant ensemble, 13,20 % représentait des femmes dont le mari ne vit pas avec elle et 30,40 % n'avaient pas de famille. 23,10 % de tous les ménages était des personnes seules et 8 % était quelqu'un vivant seul âgé de 65 ans ou plus. La taille moyenne d'un ménage était de 2,75 et la taille moyenne d'une famille était de 3,24.
Dans le comté, la population était composée de 26,10 % de moins de 18 ans, 8,20 % de 18 à 24 ans, 26,20 % de 25 à 44 ans, 26,00 % de 45 à 64 ans, et 13,50 % de 65 ans et plus. L'âge médian était de 39 ans. Pour 100 femmes il y avait 100 hommes. Pour 100 femmes de plus de 18 ans, il y avait 98 hommes.

## Villes principales
- Kailua-Kona
- Hilo
- Waimea

## Tourisme
- Parc national des volcans d'Hawaï
- Mauna Kea
- Mauna Loa
- Kīlauea
- South Point, point le plus austral des États-Unis
- Green Sand Beach, plage d'olivine
- Heiau de Mo'okini près du lieu de naissance de Kamehameha Ier
- King's Trail et ses nombreux pétroglyphes
- Ahalanui Park, piscine naturelle chaude près du bord de l'océan